# فينيكس (مسبار فضائي)
مشروع فينكس أو هابطة المريخ العنقاء (بالإنجليزية: Phoenix أو Phoenix Mars lander) (يعني بالعربية العنقاء) هو مشروعٌ يندرج ضمن استراتيجية جديدة لوكالة الفضاء الأمريكية ناسا لجعل الكشف عن الماء المهمَّة الأساسية للرحلات الآلية القادمة على سطح كوكب المريخ، تحت عنوان (ملاحقة الماء). وخلافاً لمهمات العربات الآلية لمشروع عربة استكشاف المريخ (بالإنجليزية: Mars Exploration Rover) المتمثلة في مسباري سبيريت وأبورتيونيتي، فإن مسبار فينكس أجرى تحليل للظروف البيئية المناسبة للحياة المجهرية المحتملة في منطقة سهول جليدية مسماة (بالإنجليزية: Vastitas Borealis) وهي قريبة من القطب الشمالي للكوكب الأحمر. أطلق الصاروخ الحامل لمسبار فينكس بنجاح في يوم 4 أغسطس عام 2007 من قاعدة كاب كانافيرال الجوية في فلوريدا، وهبط المسبار فوق سطح المريخ يوم 25 مايو عام 2008. اشرف على المهمة الدولية المختبر القمري والكوكبي (بالإنجليزية: Lunar and Planetary Laboratory) التابع لجامعة أريزونا بتوجيهٍ من وكالة ناسا وبمساهمة مجموعة من المختبرات الجامعية في كندا (وكالة الفضاء الكندية) وألمانيا وسويسرا وفنلندا وكذلك مجموعة مراكز وأبحاث صناعات الفضاء.

## المشروع وطبيعة المهمة

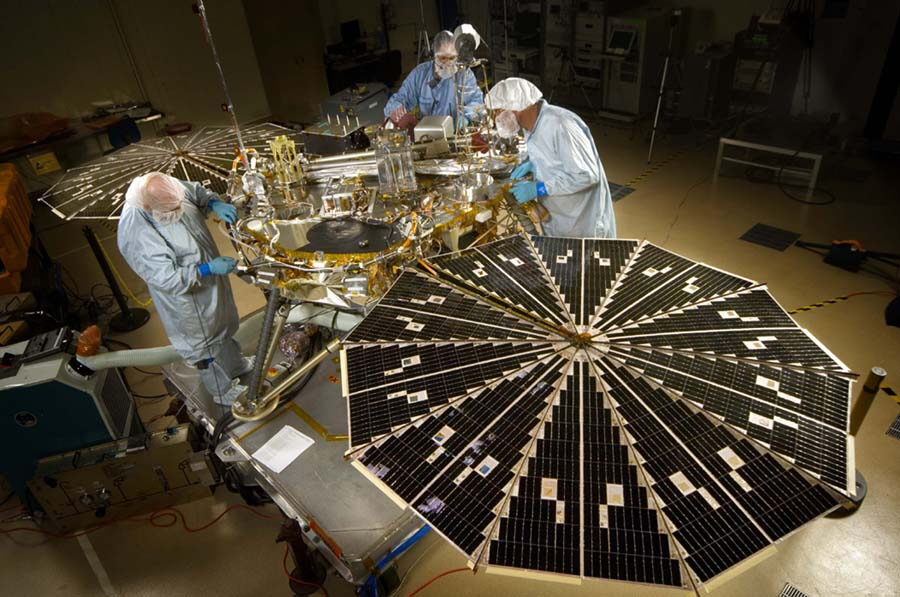
مسبار فينكس (بألواحه الشمسية) أثناء تجربته في سبتمبر 2006.

في شهر أغسطس عام 2003، وقع اختيار مشروع «فينكس» لتشرف عليه جامعة أريزونا من قبل لجنة مشكلة لناسا، على أن يبدأ تطبيق المشروع الفعلي في عام 2007، وذلك لإنشاء مهمات فضائية متكاملة وقليلة التكلفة ضمن برنامج اسكتشاف كوكب المريخ. كان المشروع المنتقى نتاج عمل دؤوبٍ دام سنتين في جو من المنافسة الشديدة مع عدة مؤسسات أخرى للأبحاث. وقد قامت ناسا بتخصيص ميزانية 325 مليون دولار أمريكي للمشروع، أي ما يعادل ستة أضعاف ما أنفق في أي مشروع بحثيٍّ في هذه الجامعة. كلَّفت اللجنة بيتر سميث - أحد أعضاء المختبر القمري والكوكبي - بإدارة المهمة، ومن ثمَّ التحقت بتطوير المشروع عدة مختبرات جامعية ومراكز بحثية وصناعية داخل الولايات المتحدة الأمريكية وخارجها، ووزِّعَت مهامها كالآتي:
- مختبر الدفع النفاث (بسادينا، كاليفورنيا): يقوم بالتخطيط لمسار الرحلة والتحكُّم بها.
- شركة لوكهيد-مارتن (دنفر، كولورادو): وُكلت بتصنيع المسبار الفضائي وتجربته.
- وكالة الفضاء الكندية: وفَّرت محطة أرصاد جوية مصغرة تحتوي على مجس متطور يعمل بأشعة الليزر.
- قامت بصنع بقية المكونات وإجراء جزءٍ من الاختباراتِ مؤسَّسات أخرى، منها - على سبيل الذكر - معهد ماكس بلانك (ألمانيا)، ومركز أميس للأبحاث (كاليفورنيا)، ومركز لندون بي جونسون للفضاء (تكساس) التابعين لناسا، وشركة أوبتيك الكندية، بالإضافة إلى العديد من مراكز البحث الجامعية في الولايات المتحدة وكندا وسويسرا.

وُقِّعَت المراجعة النهائية للمشروع من حيث الاستعداد والتصاميم المبدئية في 2 يوليو عام 2005، ووافقت عليه ناسا ليبدأ العمل به حسب المخطَّط. وقد سُمِّيَ المشروع بـ«فينكس» (بالإنجليزية: Phoenix) نسبةً لطائر العنقاء (أو الفينيق) الخرافي، والذي - كما تقول الأسطورة - يحترق ويًولَد من جديد من رماده.

## الإطلاق وعملية الهبوط

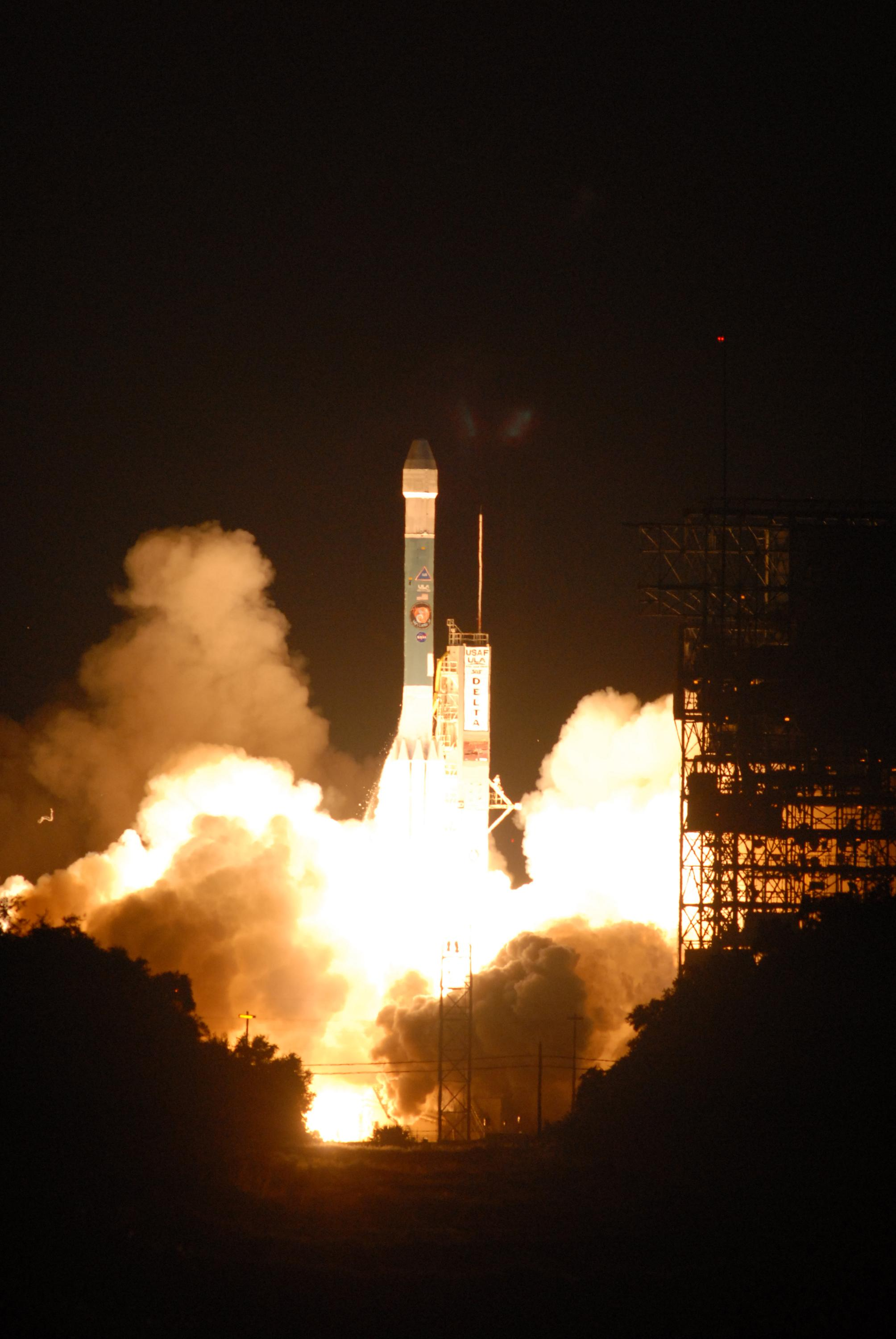
صورة لعملية إطلاق المسبار فينكس على متن الصاروخ دلتا-2.

حُدِّدَ الإطلاق مبدئيًا في مدة زمنية تمتد من 3 إلى 24 أغسطس من مركب الإطلاق Pad 17-A قاعدة كيب كانافيرال للقوات الجوية، وكان متوقعاً أن يكون ذلك قبل يوم الثلاثاء 7 أغسطس لأن موعد إطلاق مسبار فضائي آخر (مهمة داون) من نفس الموقع كان يُهدِّد بتأجيل الموعد حتى شهر سبتمبر عام 2007. وقعت عملية إطلاق المسبار فينيكس فعلياً يوم السبت 4 أغسطس 2007، عند الساعة 5:26:34 صباحاً (بالتوقيت المحلي) على متن الحامل الصاروخي دلتا من الجيل الثاني (7925 Delta). وقد أجريت العملية بنجاح ومن دون مشاكل تذكر، ووُضع المسبار فينيكس في المسار المحدد بدقة. ومن الملاحظ أن الحامل الصاروخي دلتا-2 صار يُعتمد عليه بكثرة في هذه المهام، خاصة بعد إطلاقه الناجح لمسباري سبيريت وأوبرتيونيتي (مهمة عربة استكشاف المريخ - MER - عام 2003 ولمسبار مشروع مارس باثفايندر الشهير عام 1996. وقد بلغت المركبة كوكب المريخ في العام 2008، وعندها اخترقت غلافه الجوي بسرعة 20277 كلم في الساعة، حيث عمل درع واقٍ على حماية أجهزة المسبار من الحرارة المرتفعة في أسفل المركبة وعلى امتصاص الجزء الأكبر من الطاقة الناتجة عن الاحتكاك. وحالما وصلت سرعة المركبة حوالي 1207 كلم في الساعة، فتَحت مظلات للتخفيف من سرعة سقوطها، ومع اقتراب المركبة من السطح انفصل الدرع الواقي وفتحت ركائز وتشتغل محركات صاروخية تعمل عكسياً بغرض تهدئة الهبوط وإتمامه (Retrorocket).
خلافاُ لمسباري سبيريت وأبورتيونيتي، كان من المخطَّط أن يحط المسبار فينيكس بطريقة مشابهة لمسبار فايكنغ مع تغييرات بسيطة ويفتح ألواحه الشمسية ليبدأ عمله. ولكن تقريراً ورد في عام 2007 من المعهد الأمريكي للفيزياء بيَّن أن استعمال القاذفات ذات الدفع الطردي في تخفيف السرعة عند الهبوط - على طريقة فايكنيغ - قد يؤدي إلى تغيُّرات في الطبيعة الكيميائية للتربة ويفني أشكال الحياة التي قد تكون متواجدة على موقع الهبوط. وقد عكف علماء الأحياء العاملون بالمشروع على دراسة هذه الفرضية، وإمكانية إجراء تعديلات في طريقة أخذ العينات باعتبار أن المسبار غير متحرّك.

### الأهداف العلمية
للمسبار فينيكس مهمَّتان رئيسيتان سيخصَّص لهما حوالي 90 يوماً أرضياً. تتمثل الأولى في دراسة التاريخ الجيولوجي للمياه على سطح المريخ، وسيساعد ذلك على فهم طبيعة التغيرات المناخية التي طرأت على الكوكب منذ ملايين السنين. أما المهمة الثانية فهي مبنية على فرضية، وهي البحث عن علامات حياة مجهرية قد تكون وُجدت في وقت ما عندما كانت المياه في حالة سائلة. لذلك اختير مكان الهبوط بعناية في المنطقة القطبية الشمالية (68° شمالاً على دائرة عرض، 233° شرقاً على دائرة الطول) حيث يوجد سهل ممتد في منطقة الأراضي المنخفضة الشمالية يُسمَّى «فاستيتاس بوريليس» (بالإنجليزية: Vastitas Borealis)، وهو لا يحتوي الكثير من الكتل الصخرية، وتتواجد فيه كميات هائلة من الجليد تحت السطح، إذ تتحول في فصل الصيف المريخي إلى سحب من بخار الماء (أي أن الماء يمر من الحالة الصلبة مباشرةً إلى حالة غاز). سيقوم المسبار بالحفر إلى عمق نصف متر تقريباً تحت السطح لاستخراج العينات وتحليلها بفضل عدة أجهزة ومجسات متطورة، وهناك مختبر مصغَّر داخل المسبار فينيكس مجهز لقياس الخصائص الفيزيائية للعينات (مثل الموصلية الكهربائية ودرجة الحرارة) ودراسة بنيتها بواسطة ميكروسكوب القوة الذرية، ومن ثم يقوم بتسخينها في فرن خاصٍّ لدرجة 950° مئوية ويُمرِّرها خلال مطياف الكتلة الذي يكشف عن مختلف الجزيئات الكيميائية وتركيزها. ويأمل العلماء أن تكون هناك علامات لحياة بكتيرية تحت السطح، حيث تتحمل بعض أنواع البكتيريا الأرضية مثل اللستيريا (بالإنجليزية: Listeria) درجات الحرارة المنخفضة، وتكون في حالة أبواغ تعود للنشاط عندما تصل درجة الحرارة إلى 20° مئوية تحت الصفر.
سيدرس المسبار أيضاً الغلاف الجوي للمريخ منذ رحلة هبوطه على علو 20 كلم، كما أنه سيلتقط صوراً ثلاثية الأبعاد وفائقة الجودة لسطح الكوكب في موقع الهبوط بفضل أجهزة التصوير ذات الرؤية المجسمة (بالإنجليزية: Surface Stereo Imager) المخصصة لهذا الغرض.

## النزول على سطح المريخ
حط المسبار فينكس بنجاحٍ على سطح المريخ في منطقة الوادي الأخضر (Green Valley) يوم 25 مايو عام 2008. وهي فترة نهاية فصل الربيع في نصف الكرة الشمالي، حيث ستقوم الشمس بتغذية المسبار بالكهرباء طيلة اليوم المريخي.

## الخصائص التقنية

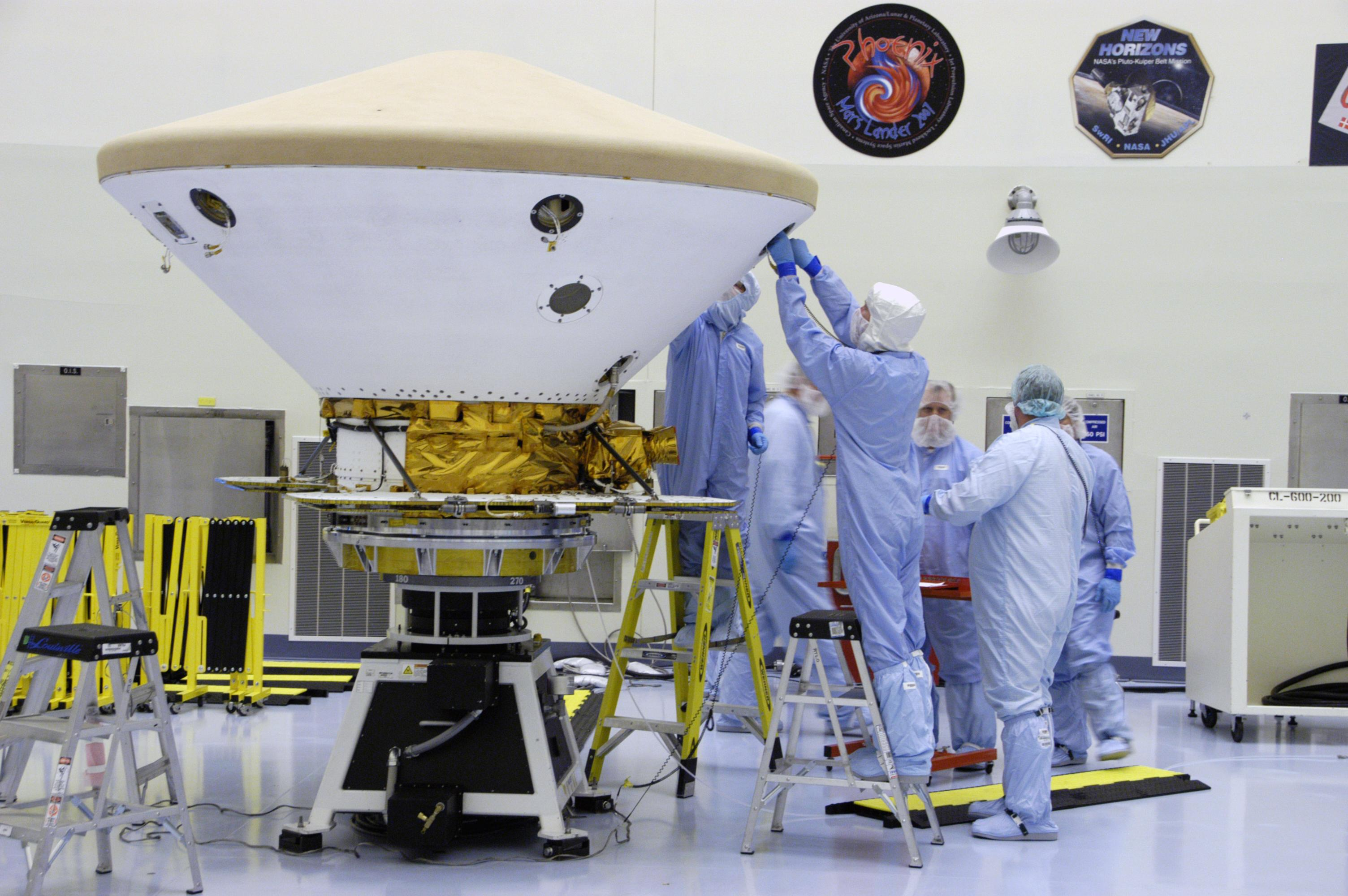
مجموعة من المهندسين بشركة "Payload Hazardous Servicing Facility" التابعة لناسا، يقومون بالتركيب النهائي لدرع مسبار "فينكس" الحاري (مايو 2007).

رُكِّبَ مسبار «فينكيس» في مصانع شركة مارتن-لوكهيد حول قاعدة كانت مخصَّصة أصلاً لمركبة «مارس سورفيور» (Mars Surveyor) التي كانت ستنطلق سنة 2001، تخلَّت وكالة الفضاء الأمريكية ناسا عن هذا المشروع بعد تحطم مسبار «مارس بولار لاندر» (Mars Polar Lander) على سطح المريخ سنة 1999، وذلك إثر عطلٍ فنيٍّ طرأ أثناء عملية النزول. وقد «ورث» المسبار الجديد الكثير من المُعَدَّات التي تعود لهذه المهمة الملغاة.
يحمل مسبار «فينكس» عدداً من المعدات العلمية والمجسات المتطورة بمثابة مختبر مصغر، وتبلغ كتلتها حوالي 55 كيلوغراماً. تتكفَّل هذه الأنظمة بتحميل العينات وتحليلها، وتحتوي أجهزةً للتصوير والإجهار والتحليل الفيزيائي والكيميائي الدقيق. كما خُصِّصت محطة أرصاد وقياسات جوية مدمجة لدراسة غلاف المريخ الغازي، قامت كندا بتجهيزها.
يحتوي مسبار «فينيكس» على ثمانية أنظمة أساسية متكاملة، دون احتساب المعدات العلمية، وهي كالآتي:
1. حاسوب يعمل على قيادة المسبار ومعالجة المعلومات.
2. منظومة كهربائية تزود أجزاء المسبار بالطاقة اللازمة بواسطة بطاريات وألواح شمسية.
3. منظومة اتصالات يمكنها إرسال واستقبال المعلومات، سواء من الأرض أو من المركبات المدارية مثل «مارس أوديسي» (Mars Odyssey) ومارس ريكونيسانس أوربيتر.
4. جهاز ملاحة متطور يمكِّن من اختيار المكان المناسب للهبوط وتسيير عملية نزول آمنة فوق سطح الكوكب.
5. جهاز دفع نفاث يتكون من ستة محركات تعمل بوقود الهيدرازين (Hydrazine).
6. هيكل المسبار، وهو مقاوم للتغير المفاجئ لدرجات الحرارة والصدمات.
7. محركات كهربائية تعمل على توجيه أجزاء المسبار.
8. منظومة تحكم حرارية تؤمِّن درجة حرارة مناسبة وحيوية لتشغيل أجهزة المسبار في جو المريخ البارد (درجة الحرارة المتوسطة فوق سطح المريخ 46° مئوية تحت الصفر، وقد تكون أقل من ذلك بكثير في المنطقة القطبية).

خصائص المعدات العلمية على متن مسبار «فينيكس»:
| المعدات | الخصائص والوظائف | المصنّعون |
| --- | --- | --- |
| ذراع ربوتية Robotic Arm اختصارًا RA                                                                                | ذراع ربوتية متطورة يمكن أن تمتد من المسبار إلى طول أقصاه 2.35 متر، في نهايتها رفش يمكن أن يحفر إلى عمق 0.5 متر ويقوم باستخراج العينات. يمكن أن تتحرَّك الذراع ضمن نطاق 4 درجات، ويمكن أن تسلِّط قوة مقدارها 80 نيوتن. | مختبر الدفع النفاث |
| كاميرا الذراع الربوتية Robotic Arm Camera اختصارًا RAC                                                             | الكاميرا الرقمية مثبتة في نهاية الذراع الربوتية وتحتوي على لوحة من ثنائيات كهرضوئية (LED) تنير المكان المراد تصويره بثلاثة ألوان (أحمر، أخضر، أزرق)، ويمكن بذلك الحصول على صور ملونة ذات جودة عالية. وستلتقط الكاميرا صورًا للعينات ولمكان الحفر وكذلك للصخور المحيطة بالمسبار. | تعاون بين جامعة أريزونا ومعهد ماكس بلانك (ألمانيا) |
| مصور أسطح ثلاثي الأبعاد Surface Stereo Imager اختصارًا SSI                                                         | وهو "العين" الرئيسية للمسبار، تم تحويله من مركبات بعثات أخرى مثل "مارس بولار لاندر". يتميز المصور بمجسات عالية الدقة تُمكِّن من التقاط صور منظورية ذات ثلاثة أبعاد لبيئة المسبار، على علوّ مترين. كما سيقوم هذا الجهاز بقياس تقوس الغلاف الجوي المريخي (atmospheric distortion) وذلك بالمقارنة مع موقع الشمس في الأفق (وهذه الخاصية تتأثر بالمكونات الكيميائية للغلاف الجوي وديناميكية الغازات)، وسيراقب أيضًا الغبار والسحب الثلجية، وذلك بتحليل امتصاصها للضوء. | تعاون بين جامعة أريزونا ومعهد ماكس بلانك لأبحاث النظام الشمسي (ألمانيا)                                                                                              |
| مصور الهبوط على المريخ Mars Descent Imager اختصارًا MARDI                                                          | ستقوم هذه الكاميرا بالتقاط صور لسطح الكوكب أثناء نزول المسبار، بداية من علو يقدر بخمسة أميال، بعد أن يتخلى عن درعه الحراري. وكان مقرَّراً التقاط حوالي 20 صورة ملونة ذات جودة عالية من منطقة الهبوط لدراسة طبيعتها الجيولوجية، ولكن خللاً تقنياً اكتُشِفَ أثناء الاختبارات النهائية للمسبار، وهو يتمثل في عدم قدرة الجهاز على التقاط عدد كبير من الصور. ولكن هذا العطل اكتشف في وقت متأخر ولم يكن من الممكن تلافيه، لذلك قرر المشرفون على المهمة التقاط صورة واحدة فقط، على أن تكون على قدر من الأهمية العلمية. | طورت من قبل شركة Malin Space Science Systems (كاليفورنيا، الولايات المتحدة)                                                                                          |
| محلل غازات حراري Thermal and Evolved Gas Analyzer اختصارًا TEGA                                                    | يدمج هذا الجهاز ثمانية أفرانٍ صغيرة ومطياف كتلة متطور. تقوم الذراع الربوتية بأخذ العينات وتصويرها ثم تضعها في موزع آلي يغذي كل فرن بحوالي 100 ملغ من العينة. ثم تُسخَّن في الفرن تدريجيًا إلى أن تبلغ درجة حرارتها 950° مئوية (ومن الملاحظ أن هذه العملية ستتم تغذيتها بطاقة الألواح الشمسية فقط). وأثناء التسخين سيتحرَّر من العينة الماء في شكل بخار وثاني أكسيد الكربون وبقية لجزيئات العضوية الطيَّارة ذات تركيز لا يقل عن ppb 10 جزيئات من مليار. | تعاون بين جامعة أريزونا وجامعة تكساس |
| نظام التحليل المجهري والكهركيميائي والتوصيلي Microscopy, Electrochemistry, and Conductivity Analyzer اختصارًا MECA | وهو عبارة عن مختبر مصغَّر للتحاليل البصرية والفيزيائية والكيميائية. يحتوي على نظامين: 1. محلل كيميائي في الطور السائل سيقوم بقياس الموصلية الكهربائية وكمون الهيدروجين pH ومعامل الأكسدة والإرجاع (Redox potential) وتركيز الأيونات (الكلور والمغنيسيوم والكالسيوم والكبريتات والبروم) ودرجة الحموضة والقاعدية وتركيز الأكسجين وثاني أكسيد الكربون (وهو منحلة في شكل كربونات). 2. جهاز بصري مركب من مجهرين، الأول ضوئي سيتمكن من فحص العينات بوضوح مقداره 4 ميكرون لكل بكسل والتمييز بين مختلف المكونات بفضل أمواج متعددة الطول. أما الثاني فهو مجهر قوة ذرية متطور يعمل على فحص سطح العينة بمجسة متناهية الصغر تقوم بمسح ثلاثي الأبعاد لجزيئات لا يقل حجمها عن 10 نانومتر. | المحلل الكيميائي من صنع مختبر الدفع النفاث، والمجهر الضوئي من صنع جامعة أريزرونا، ومجهر القوة الذرية طور وصنع في جامعة نوشتال بسويسرا                                |
| محطة الرصد الجوي Meteorological Station اختصارًا MET                                                               | ستقوم هذه المنظومة بأرصاد يومية لدرجة الحرارة والضغط الجوي بفضل مجسات ليزرية متطورة تعرف باسم "ليدار" (Lidar) عوضا عن مجسات الرادار العادية، العاملة بالموجات الراديوية، والمستعملة في محطات الرصد الأرضية. وسيعمل ثنائي أقطاب ليزري (Laser diode) على قياس جسيمات الغبار والثلج التي تغطي جو المريخ على مسافة تغطي 4 كلم من المسبار. كما أن مجسات مثبتة على الذراع الروبوتية ستقوم بتغذية المحطة بدرجات حرارة التربة. | تعاون بين وكالة الفضاء الكندية وجامعة ألبرتا الأمريكية ومعهد الأرصاد الجوية بفنلندا وهيئة المسح الجيولوجي الكندية وعدد من الشركات الكندية مثل "Optech Incorporated". |

## الأعمال التي قام بها المسبار فينيكس
1. قامت كاميرات المسبار بإرسال أكثر من 25 ألف صورةٍ، من ضمنها صور التقطت باستخدام أول ميكروسكوب ذري يستخدم خارج الأرض.
2. اكتشاف أملاح حامض البركلوريك التي تترك تأثيرها على خواص الجليد والتربة.
3. اكتشاف كربونات الكالسيوم.
4. اكتشاف تربة فوق مستوى سطح الجليد.
5. العثور على نوعين من الترسبات الجليدية.
6. رصد تساقط الثلوج من السحب المريخية.

## نهاية المهمة رسميًا
في الأول من شهر كانون الأول سنة 2008 أعلنت وكالة الفضاء الأمريكية رسميًا انتهاء المهمة، وذلك بعد شهرٍ من عمليات المراقبة اليومية لتحديد ما إذا كان المسبار قادرًا على الاتصال مرة أخرى، وتوقَّف استخدام المركبات المدارية حول المريخ لإحياء المسبار أو الاستماع إلى صوت الإشارة الصادرة عنه. وعاودت ناسا المحاولة في سنة 2010، لكن المسبار أوديسي فشل بالتقاط أي إشارة من فينيكس حسب تصريح من الوكالة الأمريكية في 23 شباط عام 2010.

## الدول المشاركة
- الولايات المتحدة: جامعات أريزونا، وتكساس، وتافتس، وكولورادو، وميشيغان، وواشنطن، وسان لويس، ووكالة ناسا (مختبر الدفع النفاث، ومركز إيمس للأبحاث، ومركز جنسن للفضاء)، وشركة لوكهيد-مارتن لصناعات الفضاء، وشركة أنظمة مالين لعلوم الفضاء.
- كندا: جامعات ألبرتا ويورك ووكالة الفضاء الكندية وهيئة المسح الجيولوجي الكندية وشركة Optech Incorporated.
- ألمانيا: معهد ماكس بلانك لأبحاث المنظومة الشمسية.
- فنلندا: المعهد الفنلندي للرصد الجوي.

## اقرأ أيضًا
- كيوريوسيتي روفر
- مارس ريكونيسانس أوربيتر
- برنامج سيرفيور
- أبورتيونيتي
- سبيريت
- مارس ريكونيسانس أوربيتر
- كوكب المريخ
- مختبر علوم المريخ
- مسبار فضائي
- مارينر 9
- أنظمة مالين لعلوم الفضاء

## وصلات خارجية
- الموقع الرسمي لمهمة فينكس Phoenix home page (إنجليزي).
- «وكالة الفضاء الأميركية تقرر إطلاق مركبة» فينكس«الفضائية في الشهر القادم» نسخة محفوظة 13 سبتمبر 2008 على موقع واي باك مشين. من مكتب برامج الاعلام الخارجي، نص أخباري (10 يوليو 2007).
- usinfo.state.gov (عربي).
- ملخص الرحلة (ناسا) Phoenix summary (إنجليزي).
- خصائص المسبار والمهمة Phoenix Profile من موقع اكتشاف المنظومة الشمسية لناسا NASA's Solar System Exploration (إنجليزي).
- مقدمة وأفكار حول مشروع «روئ للمريخ» Written Introduction to the Visions of Mars Project (إنجليزي).
- مقطع فيديو للحضيرات قبل إطلاق مسبار فينكس Phoenix Launch Preparation Video (إنجليزي).
- مقطع فيديو لتفاصيل الرحلة ومهمة فينكس Phoenix Mission Details Video (إنجليزي).
- تقارير عن مهمة المسبار فينيكس (الفينيق) بالعربية من مدونة الكوكب الرابع[وصلة مكسورة]

## المسابر والعربات التي هبطت على سطح المريخ
توضح الصورة أدناه المعالم الجغرافية لسطح المريخ بالإضافة إلى مواقع العربات والمسابر الهامة. الشمال باتجاه الأعلى، دليل الارتفاع: أحمر (مرتفع)، أصفر (مستوٍ)، أزرق (منخفض).
سبيريت

أبورتيونيتي

مارس باثفايندر/سوجورنر........

فايكينغ 1

فايكنغ 2

فينيكس

مارس 3
كوريوسيتي